# 李孝祥
李孝祥（韓語：／李孝祥，1906年1月14日—1989年6月18日），韓國詩人、哲學家、教授及政治人物，曾任第5屆、第6屆、第7屆、第9屆、第10屆國會議員，並於1963年12月至1971年6月擔任國會議長（第6屆至第7屆）共7年又6個月。是任期最長的大韓民國國會議長。
本貫為星山李氏。號韓松。基督徒。